# Voroněžská jaderná teplárna
Voroněžská jaderná teplárna (rusky Воронежская АСТ) měla být jaderným zařízením v Rusku. Nacházet se měla u vesnice Šilovo ve Voroněžské oblasti. skládající se ze dvou 500 MW reaktorů, které byly určeny k výrobě tepla pro město Voroněž. Poprvé v ní měl být vyzkoušen reaktor AST-500. Výstavba teplárny byla zastavena v roce 1990 na základě referenda ve Voroněži. Pokud by byly postaveny 4 reaktory, mohlo zařízení dodávat až 80% spotřeby teplé vody ve Voroněži. Reaktory byly zdemolovány v roce 2022.

## Historie a technické informace

### Počátky
Sovětský svaz plánoval komerčně používat jadernou energii k vytápění velkých měst. Za tímto účelem bylo plánováno vybudovat několik elektráren, které vyrábějí jak elektřinu tak teplo, ale také čistě zařízení vyrábějící teplo. Jedno takové zařízení mělo být provozováno ve Voroněži.
Studie proveditelnosti pro výstavbu zařízení byla zhotovena v roce 1978. Hlavním konstruktérem teplárny se stal OKMB, dnešní dceřiná společnost Rosatomu. Projekt vypracoval podnik Teploelektroprojekt. Pro stavbu stanice bylo vybráno místo, které se nacházelo 6,5 km jižně od města Voroněž na pravém břehu Voroněžské přehrady, poblíž bývalé vesnice Šilovo. Zvoleny byly dva varné reaktory AST-500 o výkonu 430 Gcal/hod. Projekt byl schválen na začátku roku 1980. Výstavba byla zahájena rozhodnutím Rady ministrů SSSR ze dne 4. února 1983. K přípravným pracím došlo 3. března 1983.

### Výstavba
První blok začal být budován 1. září 1983. Jedná se o varný reaktor AST-500 určený čistě k výrobě tepla o kapacitě 430 Gcal/hod. Druhý blok se začal stavět 1. května 1985. Parametry, typ a výkon reaktoru zůstaly stejné.
V prvních letech výstavby bylo tempo výstavby pomalé a zaostávalo za harmonogramem. Problémem bylo zejména nedostatečné financování a nedostatek stavebních dělníků. V roce 1986 byl navíc termín spuštění prvního bloku posunut na rok 1988 a druhého na rok 1990. Později v roce 1988 bylo rozhodnutím Rady ministrů SSSR termíny posunuty na roky 1990 a 1992.
Po havárii v Černobylu však společnost začala ostře projevovat svou nespokojenost s jaderným zařízením ve Voroněži. Byly založeny ekologické organizace, které otevřeně vystupovaly proti pokračování výstavby. Příznivci výstavby naopak veřejně vysvětlili, že reaktor AST je zcela jiný a mnohem bezpečnější, než reaktory RBMK použité v Černobylu. Výstavba pokračovala dále.

### Zastavení projektu
Po veřejných diskusích se 18. května 1990 ve Voroněži konalo referendum, ve kterém 96 % zúčastněných vyjádřilo nesouhlas s jadernou výtopnou. Rozhodnutím Voroněžské městské rady ze dne 5. června 1990 byla výstavba zařízení zastavena. V té době nebyla ještě instalována kopule kontejnmentu reaktoru, která byla v rámci konzervace nainstalována až v roce 1991. V době zastavení výstavby bylo dokončeno zhruba 80% prací na prvním bloku. Od roku 1991 prováděl Rosenergoatom investice do konzervace zařízení.
Nadšenci vypracovali projekty na využití nedokončené budovy, například v roce 2013 padl návrh na vytvoření muzea. Když se vedení Voroněže dozvědělo o plánech Rosatomu zařízení demontovat, byl vypracován projekt využít nedokončené reaktory jako multifunkční kulturní centrum. Po přezkoumání budovy však bylo od této myšlenky upuštěno, jelikož stála přes 20 let pod širým nebem bez větší ochrany.
V roce 2016 Rosenergoatom učinil konečné rozhodnutí zařízení nedokončit. V říjnu 2019 bylo zahájeno výběrové řízení na demolici reaktorů. Rozpočet byl stanoven na 762 miliard rublů. Demontáž byla zahájena 29. května 2021 a v září 2021 byla pomocí výbušniny zničena kopule reaktoru, která vlivem exploze spadla do kontejnmentu. Demolice byla dokončena 25. května 2022 a na místě zůstaly pouze průmyslové budovy, které byly prodány a našly jiné využití.

## Informace o reaktorech
| Reaktor   | Typ reaktoru | Výkon      | Výkon | Zahájení výstavby | Připojení k síti                | Uvedení do provozu              | Uzavření                        |
| Reaktor   | Typ reaktoru | Čistý      | Hrubý | Zahájení výstavby | Připojení k síti                | Uvedení do provozu              | Uzavření                        |
| --------- | ------------ | ---------- | ----- | ----------------- | ------------------------------- | ------------------------------- | ------------------------------- |
| Voroněž-1 | AST-500      | 430 Gcal/h |       | 1. 9. 1983        | Výstavba zrušena 7. května 1990 | Výstavba zrušena 7. května 1990 | Výstavba zrušena 7. května 1990 |
| Voroněž-2 | AST-500      | 430 Gcal/h |       | 1. 5. 1985        | Výstavba zrušena 7. května 1990 | Výstavba zrušena 7. května 1990 | Výstavba zrušena 7. května 1990 |